# Maestà di San Domenico
La Maestà di San Domenico è un dipinto a tempera e oro su tavola (283x194 cm) di Guido da Siena, databile al 1270 circa e conservato nella basilica di San Domenico a Siena.

## Storia
La tavola è firmata sul bordo inferiore e su quello della pedana "ME GUIDO DE SENIS / DIEBUS DEPINXIT AMENIS / QUEM CHRISTUS LENIS / NULLIS VELIT ANGERE PENIS - A.D. MCCXXI" ("Mi dipinse, in giorni felici, Guido da Siena che Cristo benigno non voglia angustiare con alcuna pena. A.D. 1221"). Simile in tutto a quella che compare alla base del dossale n. 7 della Pinacoteca di Siena (n. 7), dove però viene riportata la data 1270, venne presa per buona dalla maggior parte della critica. La data del 1221 portò questa Madonna al centro di una controversia tra le più accese sull'arte medievale italiana: accettare una datazione così precoce faceva infatti di Guido da Siena il primo grande maestro dell'arte italiana, ben prima di Giunta Pisano (attivo 1229 al 1254) e soprattutto di Cimabue (attivo 1270-1302, ritenuto il maestro di Duccio di Buoninsegna, il fondatore della scuola senese), di cui Guido ne sarebbe stato dunque il maestro, rendendo la scuola pisana e fiorentina una derivazione di quella senese. In tali affermazioni era complice anche l'inganno del restauro duccesco dei volti, eseguito all'inizio del Trecento, che dava all'opera un aspetto inusitatamente moderno, che non ha paragoni prima del 1290-1310.

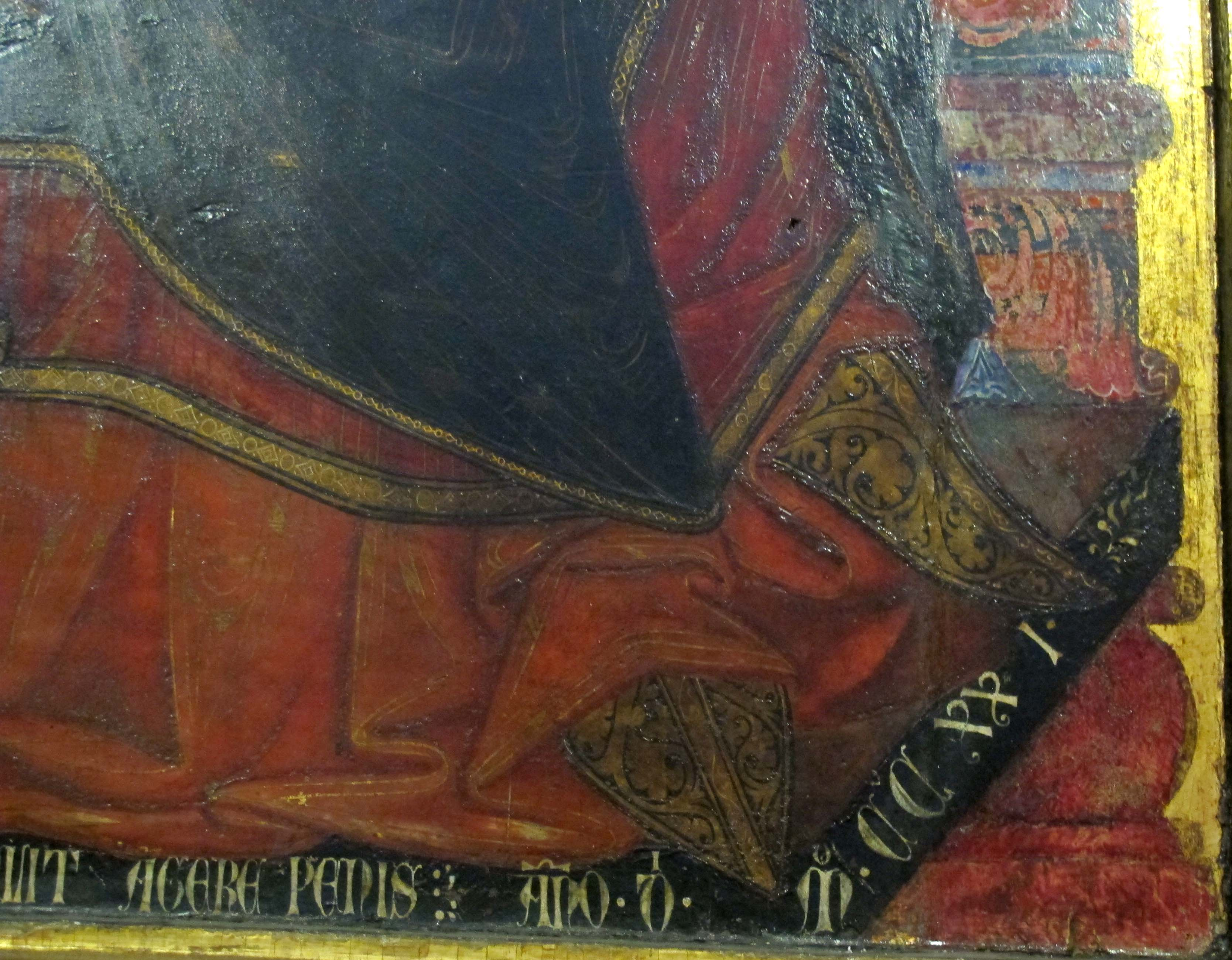
L'iscrizione con data alla base

Tali posizioni, che pure sono state riproposte fino agli anni novanta del XX secolo, sono oggi per lo più scartate. Una datazione agli anni '20 del Duecento è insostenibile e priva di paragoni (si pensi alla ruvida semplicità di altre opere documentate in quegli anni, come le tavole del Maestro di Tressa), mentre una a ridosso di quella del dossale del 1270 è oggi ampiamente accolta, anche perché le figure di Maria e del Bambino sono pienamente sovrapponibili a quelle al centro dell'altra opera (pare quasi di rivederne in essa l'aspetto originale prima delle ridipinture), ed è stabilita anche la dipendenza dalla Madonna Galli-Dunn di Dietisalvi di Speme (1265 circa), un artista contemporaneo oggi ritenuto maggiore di Guido (Bellosi, 1993). Nonostante ciò l'equivoco durò per secoli, alimentando una secolare sopravvalutazione dell'artista, quale patriarca della scuola senese e responsabile del primato rispetto ai fiorentini.

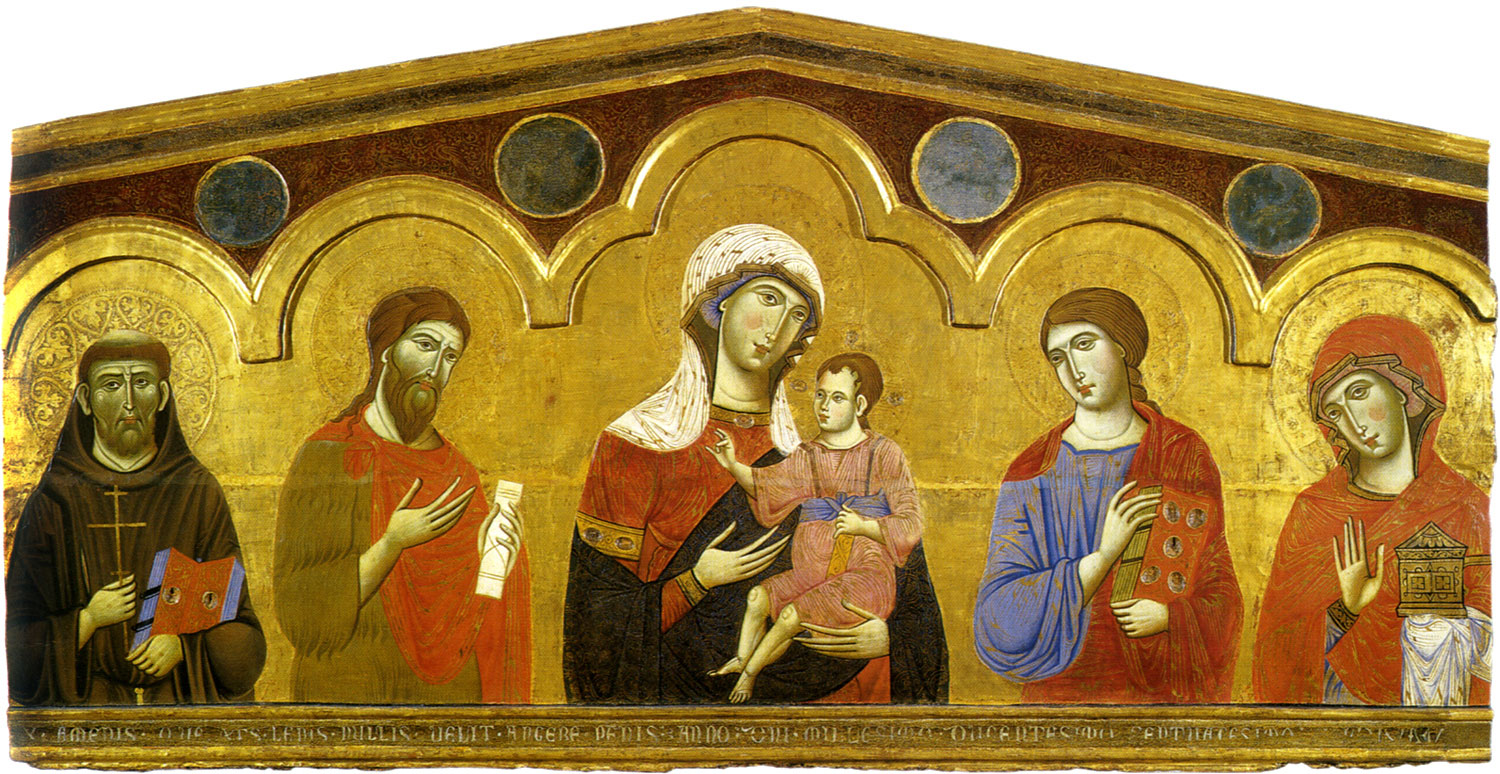
Il Dossale n. 7, Siena, Pinacoteca nazionale

Già nel Sei e Settecento gli eruditi locali ne glorificarono la figura, seguiti poi da quelli di metà Ottocento, tra cui il Romagnoli che porpose di identificarlo con quel Guido o Guidone di Ghezzo ricordato nel 1240. In quello stesso periodo però si fece avanti anche la difficoltà crescente di conciliare la precocità della data 1221 con lo stile dell'opera, così palesemente successiva. Fu Gaetano Milanesi a suggerirne per primo la non autenticità, trascrivendo varie notizie documentarie di pittori di nome Guido citati nei libri delle Biccherne. Propose di correggere la data con 1281 e identificare l'artista con Guido di Graziano, altra personalità di quel periodo che oggi si ritiene separata. Cavalcaselle poi chiarì la questione del restauro duccesco e appoggiò la proposta di Milanesi, ma all'inizio del Novecento tornò con preponderanza l'ipotesi del "primato", negli scritti di Zdekauer (1906), van Marle (1923-1938), Toesca (1927) e Brandi. La conseguenza di tali prese di posizione era anche però la scarsa considerazione delle altre opere dell'artista riferibili agli anni '70, quali stanchi epigoni di uno stile immutato dopo un cinquantennio, che cristallizzavano le conquiste giovanili.
Una nuova ondata di consapevolezza dell'inconciliabilità tra la data e lo stile si affacciò dopo la seconda guerra mondiale, con Sandberg Valvalà (1953), Carli (1955) e Longhi (1948), che ribadì la derivazione della Madonna da quella di Coppo di Marcovaldo nella basilica dei Servi, del 1261. Garrison arrivò a pensare che la data fosse stata in origine 1321, legata cioè al restauro, mentre Offner la pensava 1281.
Infine Gardner, poi seguito dalla maggior parte della critica, riferì il 1221 a un evento altamente simbolico, quali la fondazione della basilica o la morte di san Domenico. Altre ipotesi la indicano come ricordo di un dipinto che la Maestà andò a sostituire, oppure come aggiunta errata durante il restauro trecentesco.
Non abbiamo notizie se la tavola fosse destinata in origine all'altare maggiore della chiesa. Da una parete sopra la porta laterale della chiesa, l'11 agosto 1705 fu trasferita nella cappella Venturini nella crociera sinistra, dove si trova ancora oggi, a parte una breve parentesi nel Palazzo pubblico della città.

## Descrizione e stile
La grande Maestà, rappresenta la Madonna assisa in trono con il Figlio in braccio e assistita da sei angeli, oltre l'archetto trilobato; nella cuspide il Redentore Benedicente circondato da due angeli. Il modello di quest'opera dovrebbe essere la Madonna di San Bernardino di Dietisalvi di Speme, del 1262, come mostra una composizione analoga.
I volti di madre e figlio vennero ridipinti da un artista senese della scuola di Duccio di Buoninsegna nel Trecento, forse Ugolino di Nerio, subendo la stessa sorte del suo probabile modello, la Madonna del Bordone di Coppo di Marcovaldo.
Il trono ha una forma di transizione, un po' di legno, con spalliera, e un po' di marmo con deecori cosmati. Segue un'intuitiva assonometria, che però cambia angolo bruscamente alla base, con la pedana che crea quasi un angolo retto. Un analogo incrocio riguarda anche Maria (Hodigitria) e Gesù, soprattutto nelle rispettive gambe che si incrociano a diagonale. Cristo poi, come nella Madonna di Dietisalvi di Speme, ha le addirittura le gambe confidenzialmente incrociate. Le belle pieghe della veste della Vergine hanno un che di spigoloso, con l'orlo che crea una spezzata che sembra anticipare i ghirigori della Madonna Rucellai. In basso a destra spuntano i piedi della Vergine, con scarpette a punta finemente damascate. Gesù qui appare già senza il vestito da filosofo della tradizione bizantina: ha una veste più semplice e una fascia annodata in vita: a differenza dei forti toni blue e rossi della veste di Maria, quella di Gesù mostra dei più delicati rosa e verde olivo, accentuati dalla cornice bianca offerta dal drappo con cui Maria lo cinge in braccio.